# 乌龟座
乌龟座（拉丁语：Testudo）是一个已经被废除的星座。它是由英国作家约翰·希尔创建，位于现在的双鱼座和鲸鱼座边界处，其中双鱼座20是代表乌龟的头部。但这个星座并没有得到太多人的承认，仅有英国天文学家威廉·亨利·史密斯在他的书上有提到这个星座。